# Domenico Cantoni
Domenico Cantoni (27 de enero de 1966) es un deportista italiano que compitió en remo. Ganó una medalla de oro en el Campeonato Mundial de Remo de 1991, en la prueba de ocho con timonel ligero.

## Palmarés internacional
| Campeonato Mundial | Campeonato Mundial | Campeonato Mundial | Campeonato Mundial      |
| Año                | Lugar              | Medalla            | Prueba                  |
| ------------------ | ------------------ | ------------------ | ----------------------- |
| 1991               | Viena (Austria)    | Medalla de oro     | Ocho con timonel ligero |